# 薩博340
薩博340（英語：SAAB 340）是一款短程雙渦輪旋槳飛機，載客量為33至37人，由瑞典薩博（SAAB）公司和美國費爾柴德公司（Fairchild）共同研發生產，至1987年生產權由薩博公司完全控制。薩博340在1999年停產，共生產了459架
。

## 歷史
早在1979年之前，薩博便開始進行雙渦輪旋槳區域客機的設計和市場調查，並準備展開具體行動。同時，費爾柴德公司也準備在美國發展類似的機型。這兩家公司經過考量到日益增加的發展及生產成本，決定合作發展此一新機型，對薩博來說，它與費爾柴德公司合作，能夠把客機打入美國市場，是再好不過的事了。
兩家公司在1979年6月，共同簽下合作計劃和市場調查的草約，在1980年1月25日宣佈將共同發展一款巡航速度可達480公里、約二十人座的雙渦輪旋槳區域客機，採用新的機身和發動機計設，以達到卓越的操作經濟性；分工方面，費爾柴德負責機翼、發動機和尾翼的設計和製作工作，薩博負責機身設計製造、系統整合、試飛、以及認證。此機型以兩家公司英文字首為名，稱為SF340，34是指載客量可達34人。同年6月，確定SF340將採用1700馬力的通用電氣的CT7發動機，配置四葉複合材料螺旋槳，採用類似波音757和波音767的現代化的航電系統，載客量增加至35人。
為了建造SF340，薩博公司在瑞典建造了新廠房，面積為24,990平方米。1982年10月27日，首架原型機（註冊編號SF-ISF）在工廠完工，1983年1月25日首飛，經過5架原型機共1730小時試飛之後，SF340在1984年5月30日取得瑞典民航局的機型認證，隨後又取得美國的適航證書，首架於6月14日加入十字航空。
1985年10月兩家共司發表聲明，自1985年11月1日開始SF340的完全控制權將交給薩博公司，而費爾柴德作為冷承包商直到1987年便會結束，機翼和機尾製造會回到瑞典工廠，而SF340會更名為薩博340。1987年9月9日薩博交付第100架薩博340A，同時宣佈將會發展新的薩博340B型。薩博340B採用GE CT7-9B發動機，擁有較大的馬力，巡航速度增加至528公里，最大起飛重量為12930公斤，航程達805海里，薩博340B在1989年開始交付。後來亦推出了薩博340B Plus，是340B的增強型，主要擴大了翼尖面積，和客貨轉換型薩博340A QC。薩博340的設計成了日後薩博2000的設計基礎，但薩博2000的銷量慘淡，令薩博退出民航機生產市場，改為提供部件給其它大型飛機生產商。
薩博340在1999年停產，共生產了459架。

## 型號
- 薩博340A
- 薩博340B
- 薩博340Tp 100
- 薩博340B Plus
- 薩博340B plus SAR-200日本海上保安廳的搜救機
- 薩博340AF(貨機）
- 薩博340A QC 快速客貨轉換型
- 薩博340 AEW/S 100B Argus裝配薩博的Erieye空中預警雷達系統的空中預警機
- 薩博340 AEW-200/S 100D Argus裝配薩博的Erieye空中預警雷達系統的空中預警機
- 薩博340 AEW-300/S 100D Argus裝配薩博的Erieye空中預警雷達系統的空中預警機

## 照片

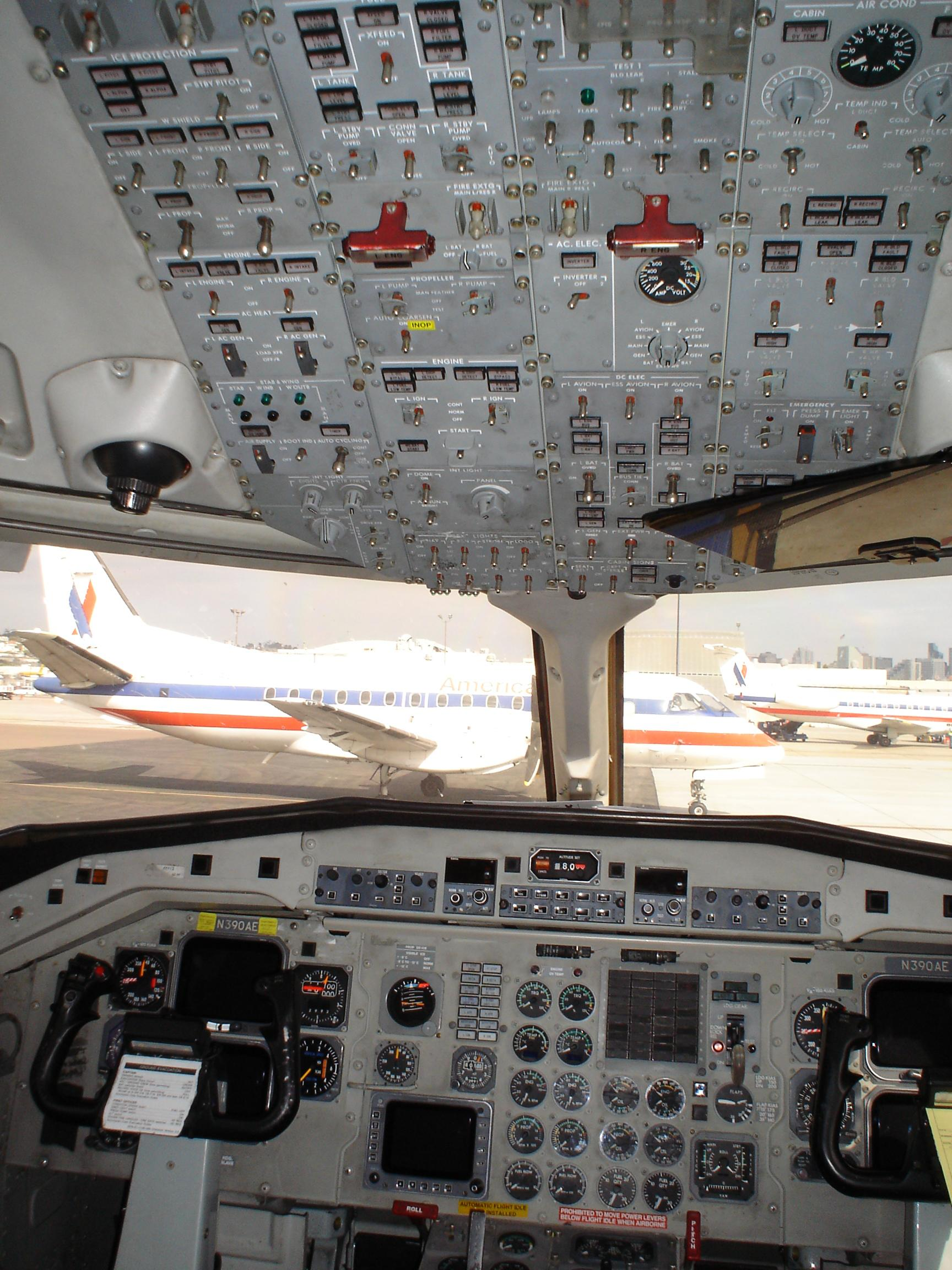
薩博340駕駛艙
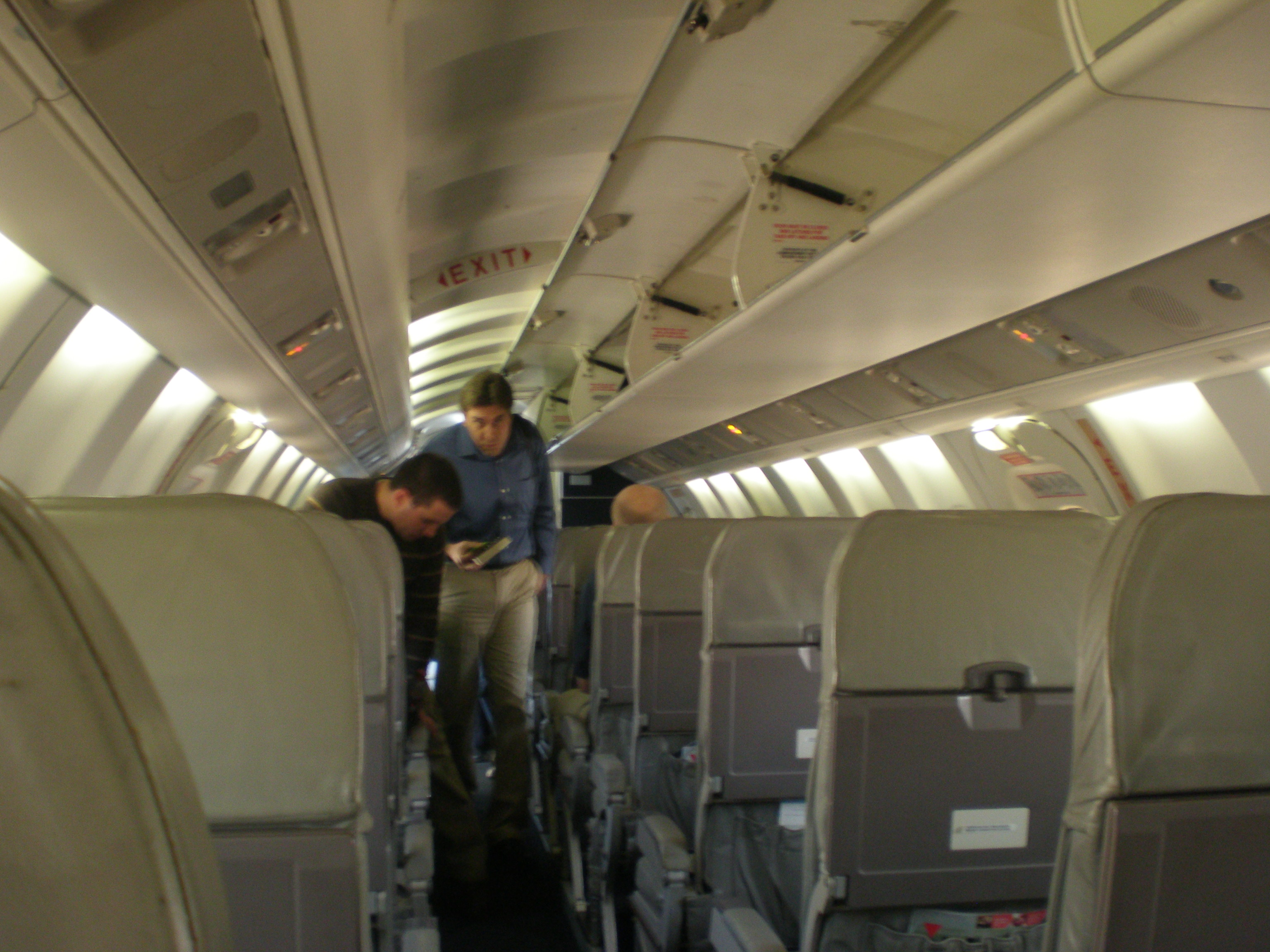
薩博340客艙
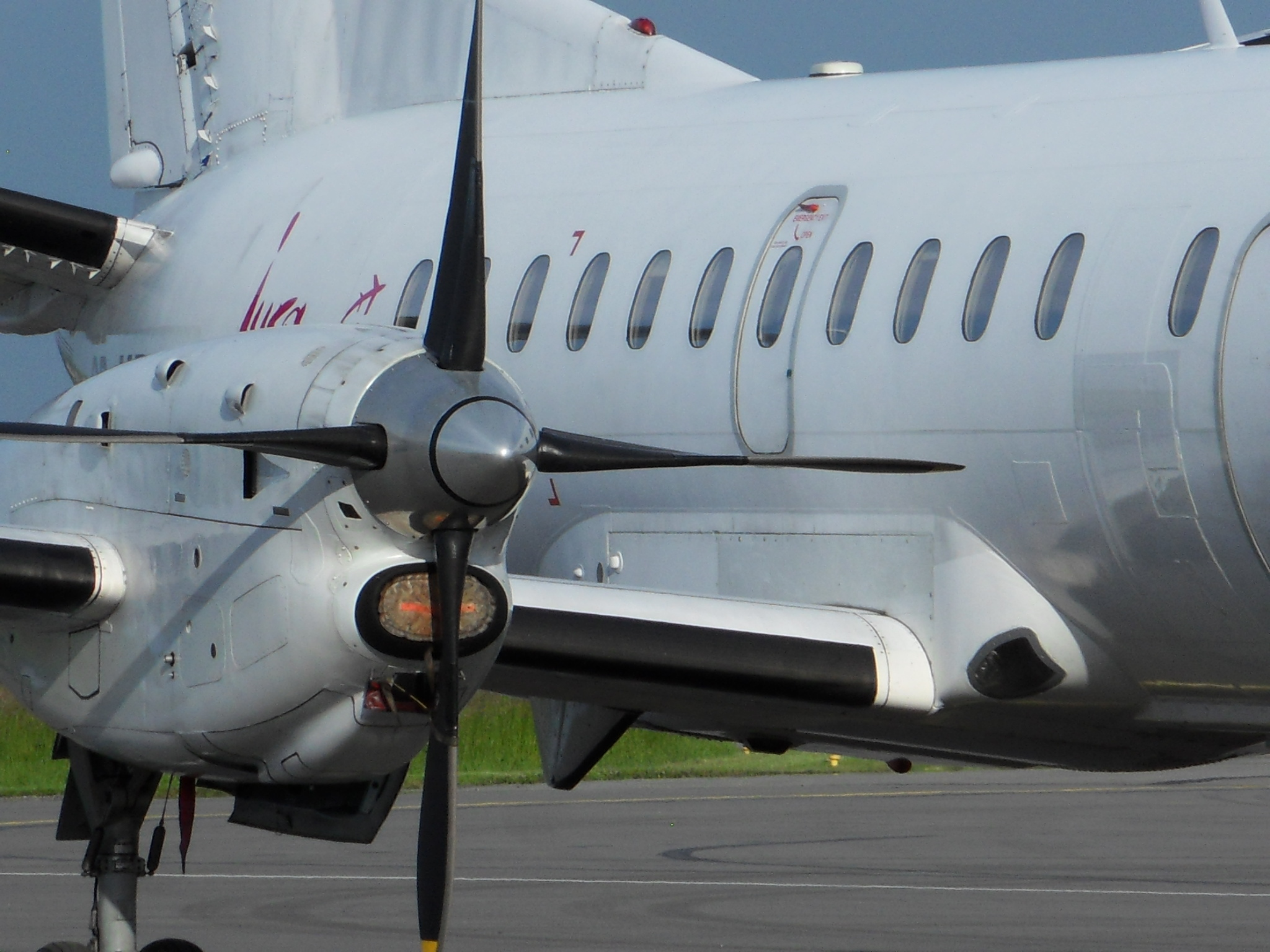
薩博340发动机
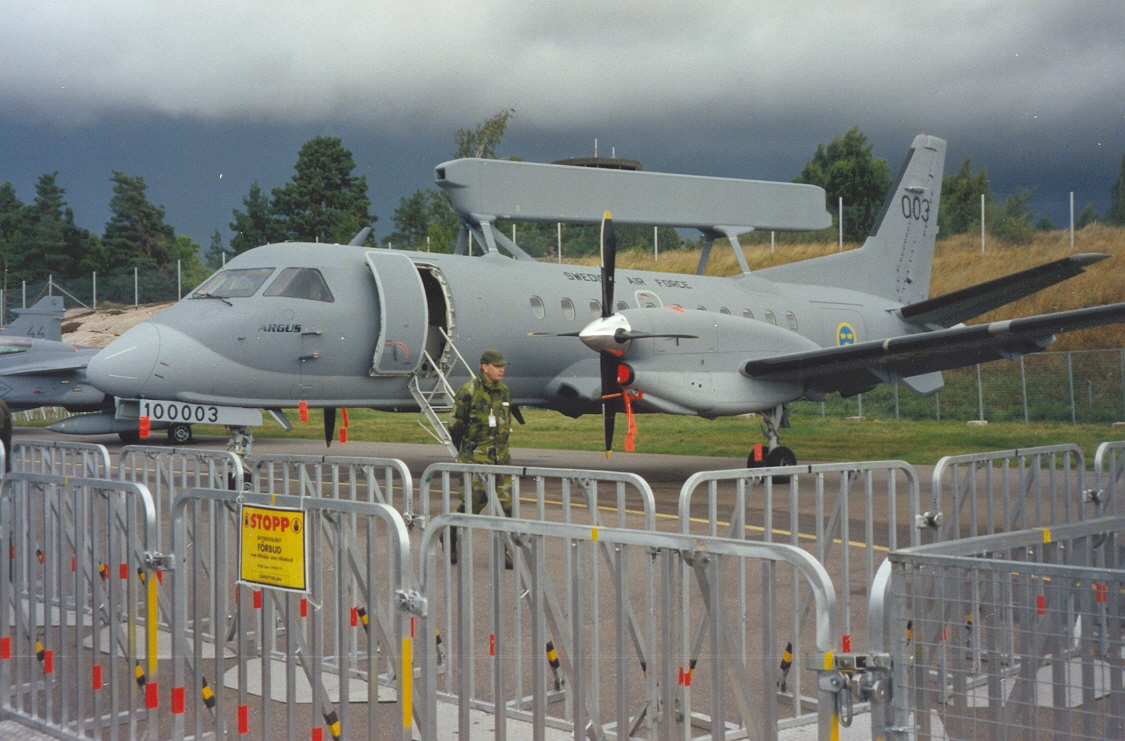
薩博340空中預警機

## 在中国的运营历史
1991年9月3日，中国航空器材公司首次向瑞典萨博飞机制造公司订购四架SAAB-340B型飞机，总价值为820多万美元。
1992年3月至6月间，中国南方航空公司从瑞典萨博飞机制造公司引进了这批飞机，并将其投入到了深圳分公司运营。
作为南航深圳分公司执管过唯一的双涡轮螺旋桨支线客机，萨博340B飞机航程短、载客少的特点，决定了它在当时主要执行深圳-常德、深圳-衡阳、广州-常德、广州-衡阳等支线航线。
1994年5月，为扩大市场份额，南航先将4架萨博340B型飞机调往北海基地。
1997年，山东航空公司以先租后买的形式接管了南航全部四架瑞典萨博飞机，另又购置了四架，安全运营至2005年全数退役，自此萨博飞机在中国运营史宣告结束。

## 事故
1994年4月4日，荷蘭皇家城市短途航空433號班機原定由荷蘭阿姆斯特丹飛往卡地夫，在起飛11分鐘後，由於機械故障讓機組人員誤以為二號發動機故障，因而決定返回機場，但在要降落時機場決定重飛，而把一號發動機油門推滿，導致飛機瞬間右滾進而墜毀。
1998年3月18日，國華航空7623號班機原定由新竹飛往高雄，自新竹機場起飛後兩分鐘從雷達上消失，墜毀在新竹機場外海六海浬的海面上。機上8名乘客和5名機組人員全部罹難。交通部民航局事後將該公司同型號飛機全部停飛。
2000年1月10日，十字航空498号班机从苏黎世机场起飞仅约2分钟后就坠毁，机上10人全部遇难。
2011年5月18日，阿根廷太阳航空5428号班机原定從內烏肯飛往最終站里瓦達維亞海軍准將城，在此之前中途停靠了三個機場。在飛往最終地點時，飛機遇上了積冰的現象，機組人員決定下降飛行高度，但在執行兩次之後發現積冰現象越來越嚴重，最後機組人員無法順利控制飛機，飛機最終墜毀在內格羅河省的洛斯·梅努克斯小鎮與泊拉華尼烏小鎮之間。機上3名機組人員與19名乘客全數罹難。最終報告指出，航空公司缺乏訓練，造成飛行員誤選自動駕駛模式，而機組員在失速震桿器啟動時又做出錯誤反應，最終墜毀。

### 航空公司列表
- 區域航空公司